# اس‌ام-۶۵ اتلس
اس‌ام-۶۵ اتلس (انگلیسی: SM-65 Atlas) نخستین موشک بالستیک قاره‌پیمای عملیاتی توسعه‌یافته توسط ایالات متحده، و نخستین عضو از خانواده موشک‌های اتلس بود. این موشک برای نیروی هوایی ایالات متحده آمریکا توسط بخش کانویر از جنرال داینامیکس و در یک کارخانهٔ مونتاژ واقع در کرنی مسا، سن دیگو ساخته شد. اتلس در اکتبر ۱۹۵۹ عملیاتی شد، اما با توسعهٔ موشک‌های جدید، خیلی زود به یک موشک قاره‌پیمای منسوخ‌شده بدل شد و تا سال ۱۹۶۵ از این نقش بازنشسته شد.